# Nestani
Nestani o Nestane (en griego, Νεστάνη) es el nombre de una comunidad y una aldea griega de la unidad municipal de Mantinea, el municipio de Trípoli y la unidad periférica de Arcadia. En 2011 la comunidad contaba con 669 habitantes y la aldea tenía 486. Se ubica cerca del lugar donde en la Antigüedad existía una población con el mismo nombre.

## Historia
Pausanias dice que Nestane fue el lugar donde acampó Filipo II de Macedonia en una expedición el año 338 a. C. la que trató de atraerse la alianza de los arcadios para separarles de los demás griegos. Se hallaba en la falda de un monte situado en una llanura llamada Argo y en su época se hallaban sobre este monte las ruinas de la población así como las de la tienda de Filipo. En Nestane había una fuente que se llamaba Filipeon y cerca de la ciudad había un santuario de Deméter, donde los habitantes de Mantinea celebraban una fiesta anual.